# La Villeneuve-Saint-Martin
La Villeneuve-Saint-Martin est une ancienne commune française du département de Seine-et-Oise (Val-d'Oise actuel).
La commune est supprimée en 1834 et son territoire est réparti entre les communes d'Ableiges et de Courcelles-sur-Viosne.

## Démographie
| 1793 | 1800 | 1806 | 1821 | 1831 | 1834 |
| ---- | ---- | ---- | ---- | ---- | ---- |
| 127  | 133  | 129  | 152  | 162  | -    |